# Pretoriani Roma 2019
Questa voce raccoglie le informazioni riguardanti i Pretoriani Roma nelle competizioni ufficiali della stagione 2019.

## Seconda Divisione FIDAF 2019

### Stagione regolare
| Roma 24 febbraio 2019, ore 15:10 | Pretoriani Roma | 42 – 6 (7-0 21-6 7-0 7-0) referto | Red Jackets Sarzana | C.S. Gentili (400 spett.)\| Arbitro: \| Colombo \| |
| Arbitro:                         | Colombo         |                                   |                     |                                                    |

| Scandiano 16 marzo 2019, ore 20:00 | Hogs Reggio Emilia | 24 – 22 (0-7 14-0 7-7 3-8) referto | Pretoriani Roma | Stadio Andrea Torelli (200 spett.)\| Arbitro: \| Zampedri \| |
| Arbitro:                           | Zampedri           |                                    |                 |                                                              |

| Roma 24 marzo 2019, ore 15:00 | Pretoriani Roma | 31 – 22 (14-0 10-14 7-0 0-8) referto | Vipers Modena | C.S. Gentili (400 spett.)\| Arbitro: \| Colombo \| |
| Arbitro:                      | Colombo         |                                      |               |                                                    |

| Bologna 6 aprile 2019, ore 15:15 | Braves Bologna  | 7 – 37 (0-14 7-0 0-13 0-10) referto | Pretoriani Roma | Centro sportivo "Giorgio Bernardi" (100 spett.)\| Arbitro: \| G. Sabbatinelli \| |
| Arbitro:                         | G. Sabbatinelli |                                     |                 |                                                                                  |

| Sarzana 28 aprile 2019, ore 15:10 | Red Jackets Sarzana | 6 – 47 (0-14 0-20 0-7 6-6) referto | Pretoriani Roma | C.S. Isoppo (50 spett.)\| Arbitro: \| Cuppari \| |
| Arbitro:                          | Cuppari             |                                    |                 |                                                  |

| Roma 12 maggio 2019, ore 15:30 | Pretoriani Roma | 27 – 14 (7-0 13-7 7-0 0-7) referto | Hogs Reggio Emilia | C.S. Gentili (200 spett.)\| Arbitro: \| L. Ferracuti \| |
| Arbitro:                       | L. Ferracuti    |                                    |                    |                                                         |

| Modena 18 maggio 2019, ore 20:50 | Vipers Modena | 6 – 42 (0-6 0-14 6-8 0-14) referto | Pretoriani Roma | Polisportiva Saliceta San Giuliano |

| Roma 26 maggio 2019, ore 15:00 | Pretoriani Roma | 8 – 0 (a tavolino) referto | Braves Bologna | C.S. Gentili |

### Playoff
| Roma 16 giugno 2019, ore 15:05 | Pretoriani Roma | 28 – 14 (14-0 0-7 7-0 7-7) referto | Saints Padova | C.S. Gentili (300 spett.)\| Arbitro: \| F. Garlaschi \| |
| Arbitro:                       | F. Garlaschi    |                                    |               |                                                         |

| Cernusco sul Naviglio 23 giugno 2019, ore 15:00 | Daemons Cernusco | 21 – 29 (7-0 0-10 7-0 7-19) referto | Pretoriani Roma | C.S. Gaetano Scirea (200 spett.)\| Arbitro: \| Zampedri \| |
| Arbitro:                                        | Zampedri         |                                     |                 |                                                            |

| Arbitri: | Sala Buran Colombo Chiello Cuppari Bernini Pagani |

| |           | |
| P. Elmi 9':18" Q1 (TD) 25yd pass from R. Ines G. Arioli Q1 (pat) G. Arioli 2':15" Q1 (FG) 30yd C. Gerges 1':02" Q3 (TD) 2yd run G. Arioli Q3 (pat) D. Gogat 1':09" Q4 (TD) 3yd run G. Arioli Q4 (pat) | Marcatori | L. Sensi 1':05" Q2 (TD) 5yd run L. Nesci 8':04" Q3 (saf) sack at 0yd L. d'Ottavi 4':53" Q3 (TD) 6yd run A. di Giorgio Q3 (pat) T. Alivernini 8':10" Q4 (TD) 6yd run |

## Statistiche di squadra
| Competizione | %Vittorie | In casa | In casa | In casa | In casa | In casa | In casa | In trasferta | In trasferta | In trasferta | In trasferta | In trasferta | In trasferta | Totale | Totale | Totale | Totale | Totale | Totale |
| Competizione | %Vittorie | G       | V       | N       | P       | Pf      | Ps      | G            | V            | N            | P            | Pf           | Ps           | G      | V      | N      | P      | Pf     | Ps     |
| ------------ | --------- | ------- | ------- | ------- | ------- | ------- | ------- | ------------ | ------------ | ------------ | ------------ | ------------ | ------------ | ------ | ------ | ------ | ------ | ------ | ------ |
| Campionato   | .875      | 4       | 4       | 0       | 0       | 108     | 42      | 4            | 3            | 0            | 1            | 148          | 43           | 8      | 7      | 0      | 1      | 256    | 85     |
| Playoff      | .667      | 1       | 1       | 0       | 0       | 28      | 14      | 1            | 1            | 0            | 1            | 0            | 50           | 45     | 2      | 0      | 1      | 99     | 59     |
| Totale       | .818      | 5       | 5       | 0       | 0       | 136     | 56      | 6            | 4            | 0            | 2            | 198          | 88           | 11     | 9      | 0      | 2      | 334    | 144    |

## Statistiche personali

### Marcatori
| Giocatore     | Ruolo | TD rush | TD recv | TD int | TD p.ret | TD k.ret | TD oth | Xp1  | Xp2 | FG  | Saf | Totale |
| ------------- | ----- | ------- | ------- | ------ | -------- | -------- | ------ | ---- | --- | --- | --- | ------ |
| A. di Giorgio |       | 8+1     | 0+0     | 0+0    | 0+0      | 0+0      | 0+0    | 22+7 | 2+0 | 2+1 | 0+0 | 96     |
| T. Alivernini |       | 10+3    | 0+0     | 0+0    | 0+0      | 0+0      | 0+0    | 0+0  | 0+0 | 0+0 | 0+0 | 78     |
| L. Sensi      |       | 5+1     | 0+0     | 0+0    | 1+0      | 0+0      | 0+0    | 0+0  | 1+0 | 0+0 | 0+0 | 44     |
| D. Ianniello  |       | 2+1     | 0+0     | 1+0    | 0+0      | 0+0      | 0+0    | 0+0  | 0+0 | 0+0 | 0+0 | 24     |
| L. d'Ottavi   |       | 1+2     | 0+0     | 0+0    | 0+0      | 0+0      | 0+0    | 0+0  | 0+0 | 0+0 | 0+0 | 18     |
| A. Paparelli  |       | 1+0     | 1+1     | 0+0    | 0+0      | 0+0      | 0+0    | 0+0  | 0+0 | 0+0 | 0+0 | 18     |
| T. Passerini  |       | 0+0     | 1+1     | 0+0    | 0+0      | 0+0      | 0+0    | 0+0  | 2+0 | 0+0 | 0+0 | 16     |
| E. Giannetta  |       | 0       | 2       | 0      | 0        | 0        | 0      | 0    | 0   | 0   | 0   | 12     |
| F. Dula       |       | 0       | 0       | 1      | 0        | 0        | 0      | 0    | 1   | 0   | 0   | 6      |
| A. Morea      |       | 0+0     | 0+0     | 0+1    | 0+0      | 0+0      | 0+0    | 0+0  | 0+0 | 0+0 | 0+0 | 6      |
| M. Provenzani |       | 1       | 0       | 0      | 0        | 0        | 0      | 0    | 0   | 0   | 0   | 6      |
| L. Nesci      |       | 0+0     | 0+0     | 0+0    | 0+0      | 0+0      | 0+0    | 0+0  | 0+0 | 0+0 | 0+1 | 2      |

### Passer rating
| Giocatore      | G   | Att   | Comp  | Int | Yds     | TD  | NFL    | NCAA   |
| -------------- | --- | ----- | ----- | --- | ------- | --- | ------ | ------ |
| D. Ianniello   | 7+3 | 79+42 | 39+18 | 1+4 | 547+246 | 4+2 | 65,27  | 110,26 |
| L. d'Ottavi    | 6+3 | 15+8  | 5+3   | 1+0 | 69+31   | 0+0 | 49,18  | 71,30  |
| A. di Giorgio  | 1+1 | 1+1   | 0+1   | 0+0 | 0+0     | 0+0 | 56,25  | 50,00  |
| A. Pietragalla | 1+1 | 1+1   | 1+1   | 0+0 | 10+10   | 0+0 | 108,33 | 184,00 |